# Hohenau an der March
Hohenau an der March är en ort och kommun  i Österrike. Den ligger i distriktet Gänserndorf i förbundslandet Niederösterreich, 60 km nordost om huvudstaden Wien. Kommunen gränsar i öster till Tjeckien och Slovakien.